# American Volleyball Coaches Association
L'American Volleyball Coaches Association (AVCA) è un'organizzazione no profit di oltre 6000 membri fondata nel 1981.

## Obiettivi
- Mantenere un gruppo di membri rappresentanti di qualsiasi livello della competizione;
- Promuovere il gioco della pallavolo nel quadro filosofico generale dell'istruzione;
- Incoraggiare la partecipazione ai più alti standard di concorrenza;
- Sviluppare maggiore interesse, comprensione e sostegno per lo sport.

## AVCA Showcase
L'AVCA Showcase è un torneo organizzato annualmente dall'AVCA stessa, che vede la partecipazioni di quattro squadre universitarie.

## Premi
| Femminile                   | Premi                         | Premi                         | Premi                                                      | Premi                                                                   |
| Femminile                   | National Player of the Year   | National Freshman of the Year | National Coach of the Year                                 | All-America                                                             |
| --------------------------- | ----------------------------- | ----------------------------- | ---------------------------------------------------------- | ----------------------------------------------------------------------- |
| Femminile                   | NCAA Division I               | NCAA Division I               | NCAA Division I                                            | NCAA Division I 1981-1990, 1991-2000, 2001-2010, 2011-2020, 2021-2030   |
| Femminile                   | NCAA Division II              | NCAA Division II              | NCAA Division II                                           | NCAA Division II 1981-1990, 1991-2000, 2001-2010, 2011-2020, 2021-2030  |
| Femminile                   | NCAA Division III             | NCAA Division III             | NCAA Division III                                          | NCAA Division III 1981-1990, 1991-2000, 2001-2010, 2011-2020, 2021-2030 |
| Femminile                   | NAIA Division I               | NAIA Division I               | NAIA Division I                                            | NAIA Division I 1984-1990, 1991-2000, 2001-2010, 2011-2020, 2021-2030   |
| Femminile                   | NCCAA                         | NCCAA                         | NCCAA                                                      | NCCAA 2009-2010, 2011-2020, 2021-2030                                   |
| Femminile                   | Two-Year College              | Two-Year College              | Two-Year College                                           | Two-Year College 1983-1990, 1991-2000, 2001-2010, 2011-2020, 2021-2030  |
| Maschile                    |                               |                               |                                                            |                                                                         |
| National Player of the Year | National Newcomer of the Year | National Coach of the Year    | All-America                                                |                                                                         |
| NCAA Division I             | NCAA Division I               | NCAA Division I               | NCAA Division I 1991-2000, 2001-2010, 2011-2020, 2021-2030 |                                                                         |
| NCAA Division III           | NCAA Division III             | NCAA Division III             | NCAA Division III 2004-2010, 2011-2020, 2021-2030          |                                                                         |
| NAIA Division I             | NAIA Division I               | NAIA Division I               | NAIA Division I 2010, 2011-2020, 2021-2030                 |                                                                         |